# Црква Свете Марине у Бањи Врујци
Црква Свете Марине у Бањи Врујци, насељеном месту на територији општине Мионице, подигнута је 2007. године. Припада Епархији ваљевској Српске православне цркве.
Црква посвећена Светој Великомученици Марини (Огњена Марија) подигнута је средствима верника из Попадића, Ракара, Берковца, Гуњице, Велишевца и Бабајића.
У склопу црквене порте 2008. године, поред парохијског дома и зграде палионице свећа, подигнута је и црква посвећена Светом евангелисти Јовану, као ктиторско дело Хаџи Вере Стевановић.
- Галерија